# Finanzas

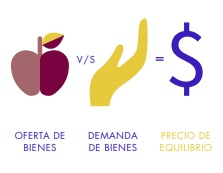
Las finanzas

Las finanzas son una rama de la economía y de la administración que estudia el intercambio intertemporal de capital entre individuos, empresas, o Estados, con la incertidumbre y el riesgo que estas actividades conllevan. Se dedica al estudio de la obtención de capital para la inversión en bienes productivos y de las decisiones de inversión de los ahorradores.  
Es la disciplina que, mediante el auxilio de otras disciplinas, tales como la Contabilidad, el Derecho y la Economía, trata de optimizar el manejo de los recursos humanos y materiales de la empresa, de tal forma que, sin comprometer su libre administración y desarrollo futuro, obtenga un beneficio máximo y equilibrado para los dueños o socios, los trabajadores y la sociedad.
Así mismo, su estudio se basa en la obtención y la administración del dinero para lograr sus respectivos objetivos, tomando en cuenta todos los riesgos que ella implica, basándose en todos y cada uno de sus componentes que la integra para mantener un buen control.

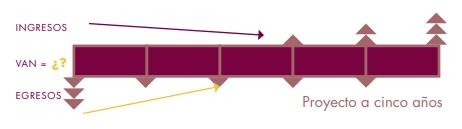

Las finanzas estudian cómo los agentes económicos (empresas, familias o Estado) deben tomar decisiones de inversión, ahorro y gasto en condiciones de incertidumbre. Al momento de tomar estas decisiones los agentes pueden optar por diversos tipos de recursos financieros tales como: dinero, bonos, acciones o derivados, incluyendo la compra de bienes de capital como maquinarias, edificios y otras infraestructuras. Ver diferencia entre ahorro e inversión.
Las finanzas va ligada con la administración. Por ejemplo, al considerar un nuevo producto, el administrador financiero requiere que el personal de finanzas le proporcione los cálculos de presupuesto. Y la función de las finanzas administrativas puede describirse ampliamente al considerar su papel dentro de la organización, su relación con la economía y la contabilidad y las principales actividades del administrador financiero. 
Está relacionado con las transacciones y con la administración del dinero. En ese marco se estudia la obtención y gestión, por parte de una compañía, un individuo, o del propio Estado, de los fondos que necesita para cumplir sus objetivos, y de los criterios con que dispone de sus activos; en otras palabras, lo relativo a la obtención y gestión del dinero, así como de otros valores o sucedáneos del dinero, como lo son los títulos, los bonos, etc. Según Bodie y Merton, las finanzas «estudian la manera en que los recursos escasos se asignan a través del tiempo». Las finanzas tratan, por lo tanto, de las condiciones y la oportunidad con que se consigue el capital, de los usos de este, y los retornos que un inversionista obtiene de sus inversiones.
El estudio académico de las finanzas se divide principalmente en dos ramas, que reflejan las posiciones respectivas de aquel que necesita fondos o dinero para realizar una inversión, llamada finanzas corporativas, y de aquel que quiere invertir su dinero dándoselo a alguien que lo quiera usar para invertir, llamada valuación de activos. El área de finanzas corporativas estudia cómo le conviene más a un inversionista conseguir dinero, por ejemplo, si vendiendo acciones, pidiendo prestado a un banco o vendiendo deuda en el mercado. El área de valuación de activos estudia cómo le conviene más a un inversionista invertir su dinero, por ejemplo, si comprando acciones, prestando/comprando deuda, o acumulando dinero en efectivo.
Estas dos ramas de las finanzas se dividen en otras más. Algunas de las áreas más populares dentro del estudio de las finanzas son: Intermediación Financiera, Finanzas Conductistas, Microestructura de los Mercados Financieros, Desarrollo Financiero, Finanzas Internacionales, y Finanzas de Consumidor. Una disciplina recientemente creada son las neurofinanzas, rama de la neuroeconomía, encargada del estudio de los sesgos relacionados con el manejo de la economía.
Las finanzas personales son la aplicación de las finanzas y sus principios a una persona o familia en su deseo de realizar sus actividades con la mejor distribución de dinero para ello. Así, deben reconocer cómo ocupar sus ingresos en educación, salud, alimentación, vestimenta, seguros, lujos, transporte, etc. Se deben tener en cuenta los ingresos, los gastos, los ahorros y siempre estableciendo los riesgos y los eventos futuros. Parte de las finanzas personales son los cheques, las cuentas de ahorro, las tarjetas de crédito, los préstamos, las inversiones en el mercado de valores, los planes de jubilación, los impuestos, etc.

## Conceptos clave
- Riesgo y beneficio: Los inversores actúan en los diferentes mercados intentando obtener el mayor rendimiento para su dinero a la vez que pretenden minimizar el riesgo de su inversión. El mercado de capitales ofrece en cada momento una frontera eficiente, que relaciona una determinada rentabilidad con un determinado nivel de riesgo o volatilidad. El inversor obtiene una mayor rentabilidad esperada a cambio de soportar una mayor incertidumbre. El precio de la incertidumbre es la diferencia entre la rentabilidad de la inversión y el tipo de interés de aquellos valores que se consideran seguros. A esta diferencia la conocemos como prima de riesgo.

- El valor del dinero en el tiempo: Ante la misma cantidad de dinero, un inversor prefiere disponer de ella en el presente que en el futuro. Por ello, el transvase intertemporal de dinero cuenta con un factor de descuento (si intercambiamos renta futura por capital presente, por ejemplo, en un préstamo hipotecario), o con una rentabilidad (si ìntercambiamos renta presente por renta futura, por ejemplo, en un plan de pensiones).

- Tasa de interés: y representa una tasa de intercambio entre el precio del dinero al día de hoy en términos del dinero futuro.

En España la tasa de interés es conocida como el tipo de interés.
La tasa de interés afecta directamente el consumo, el comercio y la inversión, pues parte del consumo se paga mediante tarjetas de crédito, parte de la mercancía comprada y vendida por los comercios es comprada a crédito, y las inversiones siempre se apoyan con préstamos bancarios o emisión de deuda mediante bonos: Al subir la tasa de interés el consumo y la inversión disminuyen, pues individuos y empresas encuentran más difícil pagar sus deudas; al bajar la tasa de interés el consumo y la inversión aumentan por el estímulo que representa pagar menos intereses. Esta relación entre tasa de interés, consumo e inversión es utilizada por los diseñadores de políticas macroeconómicas para manipularlos para afectar crecimiento económico, empleo e inflación: Para disminuir la inflación inducen un aumento en las tasas de interés; cuando quieren aumentar el empleo, inducen su disminución. Tales acciones usualmente son llevadas a cabo mediante el Banco Central de cada país al establecer la llamada tasa de descuento - la tasa de interés a la cual presta dinero a los bancos. Este cambio en la tasa de descuento impacta los costos del dinero en los bancos y, por tanto, impacta la tasa de interés que tales bancos cobran por sus préstamos.
- La relación entre liquidez e inversión: La necesidad de contar con dinero líquido tanto para el intercambio por bienes y servicios como para realizar una inversión hace que el mercado de la mercancía-dinero tenga su propia oferta y demanda, y sus propios costes y precios.

- Costes de oportunidad: Hace referencia al sacrificio que debe hacer cualquier agente que participe en un mercado al decidir prescindir de un consumo o de una inversión para emplear sus recursos, siendo estos por definición escasos, en otro proyecto.

- Inflación: Proceso económico que consiste en un aumento continuo de los precios de la mayor parte de los productos y servicios, y, por lo tanto, de una pérdida del valor del dinero para poder adquirir esos bienes y servicios, la inflación impacta principalmente a la economía de un país, es el nuevo costo de vida. La inflación tiene un impacto directo sobre la tasa de interés: puesto que la inflación reduce el valor del dinero, a mayor inflación, mayor es la tasa de interés necesaria para compensar a un ahorrador por prestar dinero al vecino.

## Clasificación
Hay varias fuentes de las finanzas, las deudas, las obligaciones, las utilidades brutas, los préstamos a largos plazos, el capital del préstamo, las tarjetas de créditos, los fondos de riesgos laborales, entre otros. Estas fuentes financieras son útiles en diferentes situaciones y pueden clasificarse con base al tiempo y el control.  Una empresa puede elegir las fuentes de financiación alternativa. La elección debe de ser correcta y adecuada. Esto supone un gran reto a los gerentes de finanzas de las empresas. Este proceso de selección debe de ser analizado y, comprender todas las características de cada uno, con base a lo que necesite la empresa.  Para conocer las fuentes de financiación, es necesario saber cuáles son las clasificaciones de las finanzas. Las finanzas se clasifican en dos ramas, las finanzas públicas y las privadas.  

### Finanzas privadas
Las finanzas personales se definen como "la planificación consciente del gasto y el ahorro monetarios, teniendo también en cuenta la posibilidad de riesgos futuros" Las finanzas personales pueden implicar el pago de la educación, la financiación de bienes duraderos como inmuebles y automóviles, la compra de seguros, la inversión y el ahorro para la jubilación. Las finanzas personales también pueden implicar el pago de un préstamo u otras obligaciones de deuda. Se considera que las principales áreas de las finanzas personales son los ingresos, los gastos, el ahorro, la inversión y la protección.  Los siguientes pasos, esbozados por ejemplo en manuales sugieren que una persona comprenderá un plan de finanzas personales potencialmente seguro después de:
- Adquirir un seguro que garantice la protección frente a imprevistos personales;
- Comprender los efectos de las políticas fiscales, las subvenciones o las sanciones en la gestión de las finanzas personales;
- Comprender los efectos del crédito en la situación financiera personal;
- Desarrollar un plan de ahorro o financiación para grandes compras (automóvil, educación, vivienda);
- Planificar un futuro financiero seguro en un entorno de inestabilidad económica;
- Obtener una cuenta corriente y/o una cuenta de ahorros;
- Prepararse para la jubilación u otros gastos a largo plazo.[12]

Instrumentos relacionados con las finanzas privadas incluyen: 
- cuentas de ahorro
- riesgos laborales
- planes de retiros
- préstamos personales
- inversiones en el mercado de valores
- gestión de los impuestos
- tarjetas de crédito

### Finanzas de empresas

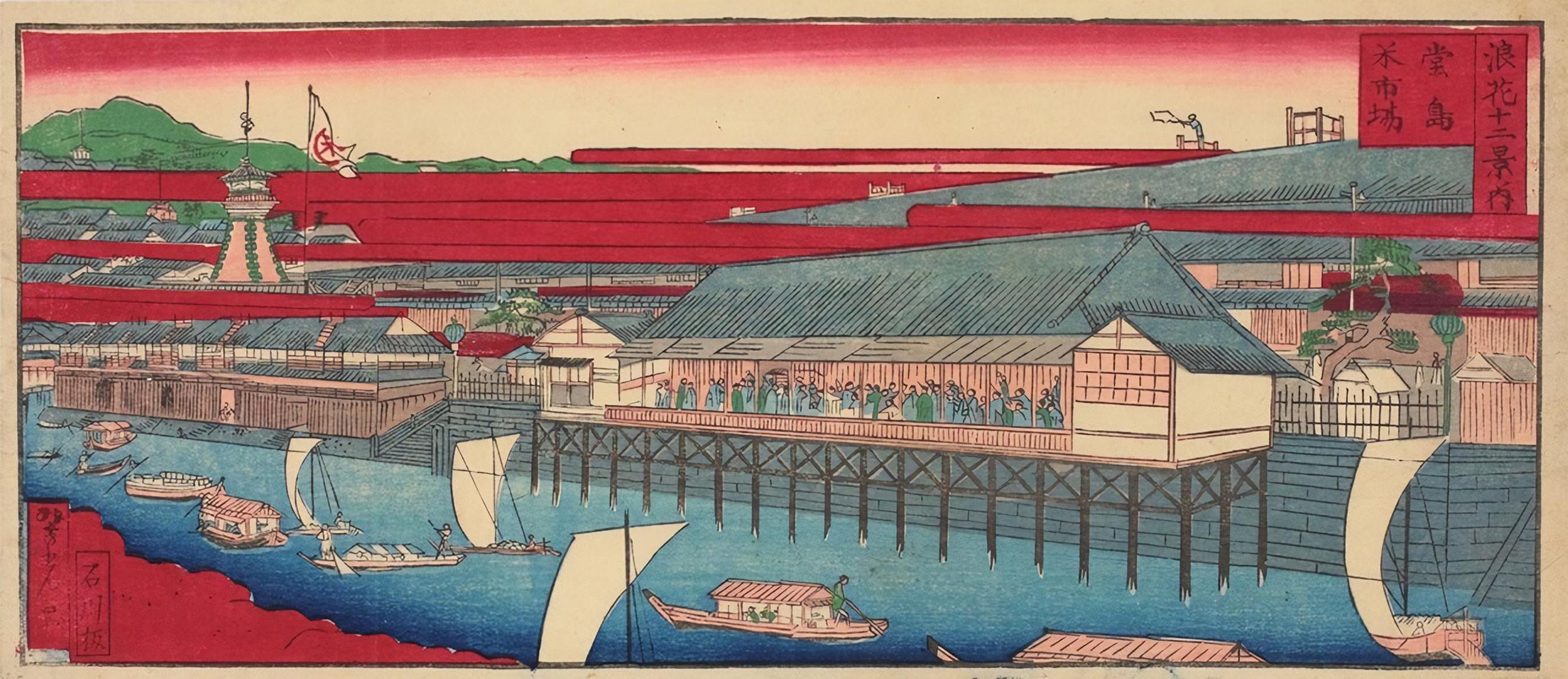
Dōjima Rice Exchange, la primera bolsa de futuros del mundo, establecida en Osaka en 1697.

Las finanzas corporativas se ocupan de las medidas que toman los directivos para aumentar el valor de la empresa para los accionistas, las fuentes de financiación y la estructura de capital de las empresas, y las herramientas y análisis utilizados para asignar los recursos financieros. Aunque las finanzas empresariales son, en principio, diferentes de las finanzas gerenciales, que estudian la gestión financiera de todas las empresas y no sólo de las corporaciones, los conceptos son aplicables a los problemas financieros de todas las empresas, por lo que este ámbito suele denominarse "finanzas empresariales".
Típicamente, pues, las "finanzas empresariales" se relacionan con el objetivo a largo plazo de maximizar el valor de los activos de la entidad, sus acciones y su rendimiento para los accionistas, equilibrando al mismo tiempo el riesgo y la rentabilidad. Esto implica tres áreas principales:
- Presupuestación del capital: selección de los proyectos en los que invertir; en este caso, la determinación precisa del valor es crucial, ya que los juicios sobre el valor de los activos pueden ser decisivos.[15]
- Política de dividendos: uso de los fondos "sobrantes": ¿se reinvierten en la empresa o se devuelven a los accionistas?
- Estructura de capital: decisión sobre la combinación de financiación que se utilizará; en este caso se trata de encontrar la combinación óptima de capital en relación con los compromisos de deuda frente al coste de capital.

Esto último crea el vínculo con la banca de inversión y el comercio de valores, como se ha indicado anteriormente, en el sentido de que el capital obtenido comprenderá genéricamente deuda, es decir, bonos corporativos, y acciones, a menudo acciones cotizadas. Sobre la gestión de riesgos en las empresas, véase más adelante.
Los gestores financieros, es decir, a diferencia de los financieros de las empresas, se centran más en los elementos a corto plazo de la rentabilidad, el flujo de caja y la "gestión del capital circulante" (existencias, créditos y deudores), garantizando que la empresa pueda llevar a cabo sus objetivos financieros y operativos de forma segura y rentable, es decir, que: (1) pueda hacer frente a los reembolsos de la deuda a corto plazo y a los pagos programados de la deuda a largo plazo, y (2) tenga suficiente flujo de caja para los gastos operativos en curso y futuros. Véase Gestión financiera § Función y Analista financiero § Empresa y otros.

### Finanzas públicas
Esta finanza es la encargada de tratar de optimizar los objetivos económicos de un Estado (inversión, PIB, déficit, superávit, entre otras), mediante la estimación de las necesidades futuras y la asignación de fondos de acuerdo con la disponibilidad de fondos. 
Las finanzas públicas constituyen una rama de la economía que ayuda a examinar las consecuencias de los diferentes tipos de inversiones, de los impuestos y de los gastos de los empleados de las empresas estatales o de los gobiernos. También analiza la eficacia de los procedimientos en el desarrollo técnico de la empresa.  Las finanzas públicas se encargan de las provisiones necesarias a nivel de comercio. Una empresa necesita constantemente capital, sobre la base de las diferentes inversiones a:  

#### Mediano plazo
Las inversiones a corto plazo se utilizan para satisfacer las necesidades actuales de una empresa. Las inversiones a largo plazo son utilizadas para la adquisición de activos fijos de la empresa, por ejemplo, tierras, maquinaria, entre otras. Y las inversiones a mediano plazo incluyen las utilidades retenidas, por ejemplo, los préstamos temporales, cambios en la empresa, entre otras. Algunas ramas de las finanzas públicas son: 
1. Ingresos. Los ingresos son obtenidos por el gobierno a través de los impuestos (impuestos sobre la renta, derecho de importación, entre otros) y las fuentes no tributarias (multas y honorarios).
2. Gastos públicos. Estos son los diferentes tipos de gastos en que incurre el gobierno o empresa durante su correcto funcionamiento.
3. Deuda pública. Cuando el gasto público de un gobierno excede sus ingresos, el gobierno toma prestado para continuar con su correcto funcionamiento.
4. Presupuesto. El presupuesto es utilizado para determinar todos los gastos que tendrá un gobierno, mismo que se hace de forma anual.

#### Política fiscal
La política fiscal tiene que ver con el marco político del gobierno, después de tomar en consideración el gasto público, las vías de ingresos del gobierno, entre otras. Las finanzas juegan un papel fundamental en la organización de un gobierno y de una empresa. Sin una correcta organización, los gastos pueden elevarse de tal manera que la deuda pública crezca hasta convertirse en una deuda externa.

#### Disciplinas auxiliares
La especialidad financiera tiene vínculo con otras ciencias y con diversas teorías económicas y administrativas. Economía y finanzas tienen gran conocimiento en común, las finanzas pueden ser una rama de la economía, así como también de la administración, por eso se tiene el concepto de administración financiera, finanzas públicas o economía de la empresa.
Una materia aledaña a las finanzas es la contabilidad. El método de registro contable produce información acomodada y estructurada en los llamados estados financieros. Las finanzas bien pueden estar relacionadas con las matemáticas. Las llamadas matemáticas financieras otorgan las bases de cálculo necesarias para solucionar diversos situaciones financieras como el valor del dinero en el proceso de estimación y posibilidades de ocurrencia. Las finanzas tienen relación con el derecho, ya que el método financiero tiene su soporte en un comulgo de reglas, normas y leyes que se encuentra su marco legal donde operan las finanzas. 
- Finanzas y economía: Las finanzas en conjunto con la economía tienen como función administrar recursos escasos y deseos ilimitados. Las necesidades son superiores, en algunos casos, a los recursos disponibles.
- Finanzas y contabilidad: La contabilidad posee una técnica que se ocupa de registrar y resumir las operaciones mercantiles de un negocio con el fin de interpretar sus resultados. Por consiguiente, los gerentes o directores a través de la contabilidad pueden orientarse sobre el curso que siguen sus negocios mediante datos contables y estadísticos. Estos datos permiten conocer la estabilidad y solvencia de la compañía, la corriente de cobros y pagos, las tendencias de las ventas, costos y gastos generales, entre otros. De manera que se pueda conocer la capacidad financiera de la empresa.
- Finanzas y matemáticas: La matemática financiera es el campo de las matemáticas aplicadas, que analiza, valora y calcula materias relacionadas con los mercados financieros y, en especial, el valor del dinero en el tiempo. Así, las matemáticas financieras se ocuparán del cálculo del valor, tasas de interés o rentabilidad de los distintos productos que existen en los mercados financieros.[16]

#### El papel de las finanzas en la globalización
El papel de las finanzas en la globalización: En el contexto global actual, las finanzas tienen un rol cada vez más importante en la conexión entre mercados internacionales. La globalización ha permitido que los capitales fluyan rápidamente a través de fronteras, lo que hace que las decisiones financieras de una empresa o un gobierno tengan repercusiones más allá de sus fronteras nacionales. Las finanzas internacionales, al estudiar el comportamiento de los mercados de capitales globales, la inversión extranjera y el tipo de cambio, son esenciales para entender las dinámicas de la economía global. Según Grosse y Goldberg (2011), las finanzas tienen un papel esencial en la conexión entre los mercados internacionales, especialmente en el contexto de la globalización, donde los capitales fluyen rápidamente a través de las fronteras, influyendo en las decisiones financieras de empresas y gobiernos más allá de sus fronteras nacionales.